# Dichocrocis klotsi
Dichocrocis klotsi is een vlinder van de familie van de grasmotten (Crambidae), uit de onderfamilie van de Spilomelinae. De wetenschappelijke naam van deze soort is voor het eerst voorgesteld door Hans Raj Pajni en Harjinder Singh Rose in een publicatie uit 1977.
De soort komt voor in India.